# 莫紐門特岩
莫紐門特岩（Monument Rocks），是南極洲的岩石，位於葛拉漢地的戴維斯海岸，處於斯特內克角東北面7公里的柯蒂斯灣入口處，現時由南極條約體系管理。